# Dziewiętlice
Dziewiętlice (německy Heinersdorf, česky Pruský Jindřichov) je vesnice v Polsku, součást gminy Paczków, jejímž sídlem je město Paczków. Nachází se na hranicích s Českem, státní hranice ji odděluje od obce Bernartice v okrese Jeseník.

## Historie
První písemná zmínka o vsi pochází z roku 1284, kdy byla součástí Niska. Společně s ním se v polovině 14. století stala lénem České koruny. Za husitských válek byl zničen místní kostel svaté Máří Magdalény, jenž byl následně obnoven. Po první slezské válce připadly v roce 1742 současné Dziewiętlice s větší částí Slezska Prusku, zatímco jižně navazující Bernartice zůstaly součástí českých zemí. V roce 1893 byla zprovozněna železniční trať z Otmuchowa, která byla o tři roky později prodloužena přes hranice do Bernartic, kde se napojila na tehdy otevřenou trať z Lipové-lázní do Javorníka.
Na přelomu 20. a 30. let 20. století byl přestavěn a rozšířen kostel svaté Máří Magdalény. Po druhé světové válce se většina území pruského Slezska stala součástí Polska, tehdejší Heinersdorf získal polské jméno Dziewiętlice a německé obyvatelstvo bylo vysídleno. Postupně bylo zrušeno přeshraniční železniční propojení do Bernartic. Provoz na trati z Otmuchowa do Dziewiętlic byl zastaven v roce 1961, zlikvidována byla roku 1977.

## Osobnosti
- Jiří Grygar (* 1936) – český astronom a astrofyzik, narozený v tehdejším Heinersdorfu